# Laurent Fombertasse
Laurent Fombertasse (né le 26 janvier 1968 à Évron) est un haltérophile français.
Il obtient treize médailles d'or dans la catégorie moins de 52 kg aux Championnats de France, une médaille d'argent et une médaille de bronze aux championnats d'Europe, 10 sélections au tournoi de l'Union européenne, 4 sélections aux Jeux méditerranéens et 2 sélections aux Jeux olympiques  (Séoul 1988 et Barcelone 1992).
Enfant, il pratique le football. A l’âge de 13 ans, il commence à s'entraîner à la salle d’haltérophilie d'Évron sous la responsabilité de Patrick Lechat. 
Très assidu à l’entraînement, ses efforts sont récompensés dès 1985 en devenant, sous la houlette de Michel Soto, champion de France scolaire et champion de France fédéral cadet dans la catégorie des "moins de 52 kg", avec un record de France à l’arraché de 81,500 kg. Cette même année, sélectionné en équipe de France espoirs, il participe à de nombreuses compétitions internationales. La Fédération lui propose de poursuivre ses études à l’INSEP où il obtient le brevet d’État d’éducateur sportif 2e degré.
En 1989, une convention entre la mairie d’Évron et la Fédération lui permet d’être détaché en permanence, pour faciliter ses entraînements.
Après avoir été sélectionné aux Jeux olympiques d'été de 1988 à Séoul, obtenu la médaille de bronze aux championnats d'Europe à Athènes en 1989, il obtient la 4e place aux Jeux olympiques d'été de 1992 à Barcelone. Il est ensuite médaillé d'argent aux Jeux méditerranéens de Béziers en 1993. N'étant pas sélectionné pour les Jeux olympiques d'été de 1996 à Atlanta, il met fin à sa carrière.
Il devient alors éducateur territorial en activités physiques et sportives et exerce son activité au sein du service des sports de la ville d’Évron où il seconde le directeur des sports, contrôle le fonctionnement des installations sportives, assure la préparation et le suivi des animations sportives dans le secteur scolaire et associatif. Il assure en outre l’encadrement de l’école d’haltérophilie afin de faire profiter les jeunes de son expérience.
En avril 2013, il est nommé directeur des sports de la ville d'Évron.
En 2019, le service des sports de la ville d’Evron mutualise avec le service des sports de la communauté de communes des Coëvrons. Laurent est maintenant directeur des sports de la communauté de communes des Coëvrons.